# Frankrikes MotoGP 2009
Frankrikes MotoGP 2009 var säsongens fjärde deltävling i Roadracing-VM 2009 och den kördes den 15 - 17 maj på Le Mans. 125cc körde 24 varv på en våt bana som ena stunden var upptorkande för att sedan bli fuktig igen. 250cc körde 26 varv på en våt bana med fallande regn. MotoGP körde 28 varv på en våt bana som torkade upp och avslutades med att förarna körde på slicks efter att alla startade på regndäck.

## Resultat MotoGP
| Plats | Nr | Förare           | Märke    | Varv | Tid        | Grid | Kvaltid  | Poäng |
| ----- | -- | ---------------- | -------- | ---- | ---------- | ---- | -------- | ----- |
| 1     | 99 | Jorge Lorenzo    | Yamaha   | 28   | 47.52,678  | 2    | 1.33,979 | 25    |
| 2     | 33 | Marco Melandri   | Kawasaki | 28   | + 17,710   | 9    | 1.35,008 | 20    |
| 3     | 3  | Dani Pedrosa     | Honda    | 28   | + 19,893   | 1    | 1.33,974 | 16    |
| 4     | 4  | Andrea Dovizioso | Honda    | 28   | + 20,455   | 5    | 1.34,300 | 13    |
| 5     | 27 | Casey Stoner     | Ducati   | 28   | + 30,539   | 3    | 1.34,039 | 11    |
| 6     | 7  | Chris Vermeulen  | Suzuki   | 28   | + 37,462   | 7    | 1.34,676 | 10    |
| 7     | 5  | Colin Edwards    | Yamaha   | 28   | + 40,191   | 6    | 1.34,330 | 9     |
| 8     | 65 | Loris Capirossi  | Suzuki   | 28   | + 45,421   | 8    | 1.34,839 | 8     |
| 9     | 52 | James Toseland   | Yamaha   | 28   | + 50,307   | 12   | 1.35,524 | 7     |
| 10    | 24 | Toni Elías       | Honda    | 28   | + 53,218   | 11   | 1.35,431 | 6     |
| 11    | 15 | Alex de Angelis  | Honda    | 28   | + 53,550   | 16   | 1.35,785 | 5     |
| 12    | 69 | Nicky Hayden     | Ducati   | 28   | + 56,647   | 13   | 1.35,682 | 4     |
| 13    | 72 | Yuki Takahashi   | Honda    | 28   | + 56,688   | 15   | 1.35,774 | 3     |
| 14    | 14 | Randy de Puniet  | Honda    | 28   | + 1'11,299 | 10   | 1.35,399 | 2     |
| 15    | 88 | Niccolò Canepa   | Ducati   | 28   | + 1.15,385 | 17   | 1.36,136 | 1     |
| 16    | 46 | Valentino Rossi  | Yamaha   | 26   | + 2 varv   | 4    | 1.34,106 | -     |
| 17    | 36 | Mika Kallio      | Ducati   | 11   | Krasch     | 14   | 1.35,741 | -     |

Sete Gibernau vurpade på kvalificeringen, bröt vänster nyckelben vid kraschen och körde inte loppet.

## Resultat 250cc
| Placering | Nr | Förare              | Märke   | Varv | Tid        | Grid | Poäng |
| --------- | -- | ------------------- | ------- | ---- | ---------- | ---- | ----- |
| 1         | 58 | Marco Simoncelli    | Gilera  | 26   | 49:07:591  | 2    | 25    |
| 2         | 55 | Hector Faubel       | Honda   | 26   | + 18.128   | 10   | 20    |
| 3         | 15 | Roberto Locatelli   | Gilera  | 26   | + 21.642   | 9    | 16    |
| 4         | 19 | Álvaro Bautista     | Aprilia | 26   | + 31.087   | 1    | 13    |
| 5         | 14 | Ratthapark Wilairot | Honda   | 26   | + 50.497   | 12   | 11    |
| 6         | 35 | Raffaele de Rosa    | Honda   | 26   | + 56.366   | 7    | 10    |
| 7         | 52 | Lukáš Pešek         | Aprilia | 26   | + 1'16.025 | 8    | 9     |
| 8         | 4  | Hiroshi Aoyama      | Honda   | 26   | + 1'22.822 | 3    | 8     |
| 9         | 10 | Imre Tóth           | Aprilia | 26   | + 1'35.556 | 19   | 7     |
| 10        | 56 | Vladimir Leonov     | Aprilia | 26   | + 1'47.990 | 22   | 6     |
| 11        | 40 | Héctor Barberá      | Aprilia | 25   | + 1 varv   | 11   | 5     |
| 12        | 17 | Karel Abraham       | Aprilia | 25   | + 1 varv   | 15   | 4     |
| 13        | 53 | Valentine Debise    | Honda   | 25   | + 1 varv   | 20   | 3     |
| 14        | 54 | Toby Markham        | Honda   | 25   | + 1 varv   | 25 ¹ | 2     |
| Bröt      | 6  | Alex Debón          | aprilia | 21   | Krasch     | 6    |       |
| Bröt      | 25 | Alex Baldolini      | Aprilia | 18   | Krasch     | 14   |       |
| Bröt      | 12 | Thomas Lüthi        | Aprilia | 18   | Krasch     | 4    |       |
| Bröt      | 63 | Mike di Meglio      | Aprilia | 10   | Krasch     | 5    |       |
| Bröt      | 75 | Mattia Pasini       | Aprilia | 4    | Krasch     | 13   |       |
| Bröt      | 7  | Axel Pons           | Aprilia | 3    | Krasch     | 21   |       |
| Bröt      | 77 | Aitor Rodríguez     | Aprilia | 3    | Krasch     | 24   |       |
| Bröt      | 47 | Angel Rodríguez     | Aprilia | 2    | Krasch     | 16   |       |
| Bröt      | 48 | Shoya Tomizawa      | Honda   | 1    | Krasch     | 17   |       |
| Bröt      | 8  | Bastien Chesaux     | Honda   | 0    | Krasch     | 23   |       |

¹ Toby Markham kvalade inte inom 107% men fick starta loppet ändå.
Jules Cluzel kvalade in men körde inte loppet.
Gábor Talmácsi körde inget på hela helgen.

## Resultat 125cc
| Placering | Nr | Förare             | Märke   | Varv | Tid        | Grid | Poäng |
| --------- | -- | ------------------ | ------- | ---- | ---------- | ---- | ----- |
| 1         | 60 | Julián Simón       | Aprilia | 24   | 47:08:273  | 7    | 25    |
| 2         | 94 | Jonas Folger       | Aprilia | 24   | + 27.084   | 16   | 20    |
| 3         | 33 | Sergio Gadea       | Aprilia | 24   | + 30.916   | 12   | 16    |
| 4         | 38 | Bradley Smith      | Aprilia | 24   | + 31.530   | 6    | 13    |
| 5         | 73 | Takaaki Nakagami   | Aprilia | 24   | + 1'09.235 | 33 ¹ | 11    |
| 6         | 77 | Dominique Aegerter | Derbi   | 24   | + 1'12.223 | 4    | 10    |
| 7         | 29 | Andrea Iannone     | Aprilia | 24   | + 1'13.063 | 23   | 9     |
| 8         | 7  | Efren Vázquez      | Derbi   | 24   | + 1'19.912 | 25   | 8     |
| 9         | 18 | Nicolás Terol      | Aprilia | 24   | + 1'40.036 | 3    | 7     |
| 10        | 8  | Lorenzo Zanetti    | Aprilia | 24   | + 1'42.700 | 20   | 6     |
| 11        | 12 | Esteve Rabat       | Aprilia | 24   | + 1'59.326 | 11   | 5     |
| 12        | 11 | Sandro Cortese     | Derbi   | 23   | + 1 varv   | 24   | 4     |
| 13        | 53 | Jasper Iwema       | Honda   | 23   | + 1 varv   | 31 ¹ | 3     |
| 14        | 48 | Gregory di Carlo   | Honda   | 23   | + 1 varv   | 28 ¹ | 2     |
| 15        | 35 | Randy Krummenacher | Aprilia | 22   | + 2 varv   | 17   | 1     |
| Bröt      | 32 | Lorenzo Savadori   | Aprilia | 16   | Krasch     | 21   |       |
| Bröt      | 17 | Stefan Bradl       | Aprilia | 14   | Krasch     | 8    |       |
| Bröt      | 45 | Scott Redding      | Aprilia | 13   | Krasch     | 2    |       |
| Bröt      | 71 | Tomoyoshi Koyama   | Loncin  | 10   | Krasch     | 9    |       |
| Bröt      | 10 | Luca Vitali        | Aprilia | 10   | Krasch     | 29 ¹ |       |
| Bröt      | 16 | Cameron Beaubier   | KTM     | 8    | Krasch     | 11   |       |
| Bröt      | 69 | Lukáš Sembera      | Aprilia | 8    | Krasch     | 18   |       |
| Bröt      | 93 | Marc Márquez       | KTM     | 8    | Krasch     | 1    |       |
| Bröt      | 14 | Johann Zarco       | Aprilia | 8    | Krasch     | 34 ¹ |       |
| Bröt      | 50 | Sturla Fagerhaug   | KTM     | 6    | Krasch     | 36 ¹ |       |
| Bröt      | 6  | Joan Olive         | Derbi   | 5    | Krasch     | 5    |       |
| Bröt      | 44 | Pol Espargaro      | Derbi   | 5    | Krasch     | 15   |       |
| Bröt      | 99 | Danny Webb         | Aprilia | 4    | Krasch     | 10   |       |
| Bröt      | 52 | Steven le Coquen   | Honda   | 4    | Krasch     | 22   |       |
| Bröt      | 24 | Simone Corsi       | Aprilia | 2    | Krasch     | 19   |       |
| Bröt      | 5  | Alexis Masbou      | Loncin  | 2    | Krasch     | 14   |       |
| Bröt      | 36 | Cyril Carillo      | Honda   | 1    | Krasch     | 27 ¹ |       |
| Bröt      | 87 | Luca Marconi       | Aprilia | 0    | Krasch     | 26 ¹ |       |

¹ Kvalade inte inom 107% av bästa kvaltid, men alla som klarade tiden på fredagens och lördagens övningskörning fick delta i loppet.
Michael Ranseder, Ornella Ongaro och Matthew Hoyle kvalade inte in inom 107% av bästa kvaltiden och körde inte inom 107% på fredagens eller lördagens övningskörning. Dessa tre startade inte loppet.